# Oxilus flavicornis
Oxilus flavicornis là một loài bọ cánh cứng trong họ Cerambycidae.